# Бистрий потік (притока Вагу)
Бистрий потік (словац. Bystrý potok) — річка в Словаччині, ліва притока Вагу, протікає в окрузі Ружомберок.
Довжина приблизно 9,0-10,0 км. Витік знаходиться в масиві Шипська Фатра (схил гори Мадярова) на висоті близько 1250 метрів. Протікає територією сіл Любохня; Губова і міста Ружомберок..